# Nebojša Krupniković
Nebojša Krupniković (Požega, 15 agosto 1973) è un ex calciatore serbo, di ruolo centrocampista.

## Palmarès

### Club

#### Competizioni nazionali
- Campionato jugoslavo: 2

Stella Rossa: 1991-1992, 1994-1995
- Coppa di Jugoslavia: 3

Stella Rossa: 1992-1993, 1994-1995, 1995-1996
- Campionato tedesco di seconda divisione: 1

Hannover 96: 2001-2002

#### Competizioni internazionali
- Coppa Intercontinentale: 1

Stella Rossa: 1991